# Boloria epithore
Boloria epithore (tên tiếng Anh là Pacific Fritillary) là một loài bướm ngày thuộc họ Nymphalidae. Nó được tìm thấy ở miền tây Bắc Mỹ từ California tới British Columbia và Alberta.
Sải cánh dài 34–44 mm. Chúng bay từ tháng 6 đến tháng 7.
Ấu trùng có thể ăn Viola spp.

## Phân loài
The following subspecies are recognised:
- B. e. chermocki E.M. Perkins & S.F. Perkins, 1966 (Oregon)
- B. e. epithore (W.H. Edwards, 1864) (California)
- B. e. sierra E.M. Perkins, 1973 (California)
- B. e. uslui Koçak, 1984 (British Columbia)